# الفكاهة في المكتب
الفكاهة في المكتب، والتي غالبًا ما تسمى أيضًا كوميديا مكان العمل، هي الدعابة داخل مكان العمل، ولا سيما بيئة المكتب. إنه موضوع يحظى باهتمام كبير من طلاب علم النفس الصناعي والتنظيمي وعلم اجتماع العمل، وكذلك في الثقافة الشعبية.

## الاعتبارات الأكاديمية
الفكاهة هي جزء لا مفر منه من بيئة العمل الاجتماعية، وقد قيل إنها أداة محتملة لتحسين رضا العمال والنتائج التنظيمية. أشارت الدراسات إلى أن الفكاهة يمكن أن تزيد من تماسك العمال، والإبداع، والتحفيز، والمرونة في مواجهة الشدائد.
من ناحية أخرى، يمكن أيضًا إساءة استخدام الدعابة في مكان العمل (خاصة الدعابة السلبية) لتعزيز التعصب الأعمى، وتشويه سمعة الأقليات، وخلق جو من التحرش الجسدي أو الجنسي، أو كأداة إدارية لتعزيز السلطة الإدارية.

## الاعتبارات القانونية
يمكن اعتبار الدعابة غير الملائمة في مكان العمل «دليلاً في قضايا التحرش الجنسي والتمييز وبيئة العمل المعادية». لقد أدى ذلك إلى عواقب وخيمة في قضايا مثل قضية كرول، حيث تم فصل أمين المظالم في مقاطعة كينغ، واشنطن لإرسال نسخة من كتيب عام 1894 التعليمات والنصائح للعروس الصغيرة إلى مساعده الذي سيتزوج قريبًا، أو اضطرت شركة شيفرون إلى دفع أكثر من 2 مليون دولار كتسوية مع أربعة موظفين بعد توزيع رسالة بريد إلكتروني بين المكاتب حول موضوع «25 سببًا لماذا البيرة أفضل من النساء».

## تمثيلات في الثقافة الشعبية
الدعابة المكتبية هي محور القصص المصورة (دلبرت و Gaus Electronics و Help Desk و Misaeng و User Friendly و Sosiaalisesti rajoittuneet) والأفلام (Office Space والمكتب الرئيسي) والمسلسلات التلفزيونية (مكتب تنسيق المؤامرات و The Office و Dilbert) والمعاصرة الفن (كما في أعمال مايك كيلي).
الفيدرالية هي شركة مقرها واشنطن العاصمة تستخدم روح الدعابة لتحسين الروح المعنوية للموظفين الفيدراليين والمقاولين من خلال بطاقات المعايدة ووسائل التواصل الاجتماعي.